# Sean Higgins
Sean Marielle Higgins (Los Angeles, 30 dicembre 1968) è un ex cestista e allenatore di pallacanestro statunitense, professionista nella NBA, in Europa e in Sudamerica.
È il figlio di Earle Higgins.

## Carriera
È stato selezionato dai San Antonio Spurs al secondo giro del Draft NBA 1990 (54ª scelta assoluta).

## Palmarès
- McDonald's All-American Game (1987)
- Campione NCAA (1989)